# Castellino Tanaro
Castellino del Biferno

Castellino Tanaro é uma comuna italiana da região do Piemonte, província de Cuneo, com cerca de 339 habitantes. Estende-se por uma área de 11 km², tendo uma densidade populacional de 31 hab/km². Faz fronteira com Ceva, Igliano, Lesegno, Marsaglia, Niella Tanaro, Roascio, Rocca Cigliè.

## Demografia
| Variação demográfica do município entre 1861 e 2011                               |
|                                                                                   |
| Fonte: Istituto Nazionale di Statistica (ISTAT) - Elaboração gráfica da Wikipedia |